# Edward Herrmann
Edward Kirk Herrmann (Washington, DC, 21 de julho de 1943 - Nova York, 31 de dezembro de 2014) foi um ator norte americano, diretor, escritor e comediante,     mais conhecido por seus papeis como Franklin D. Roosevelt na televisão e Max no cinema, em The Lost Boys de 1987. Também interpretou Richard Gilmore em Gilmore Girls, um narrador onipresente de histórico programas em The History Channel e em tais produções PBS como Nova, e como porta-voz dos automóveis Dodge na década de 1990.
Foi também conhecido como: Ed Kirk Herrmann, Edward Herman, Ed Kirk Herman, Edward Kirk Herman, Edward Hermann e Edward Herrmann.[carece de fontes?]